# 진 하워드

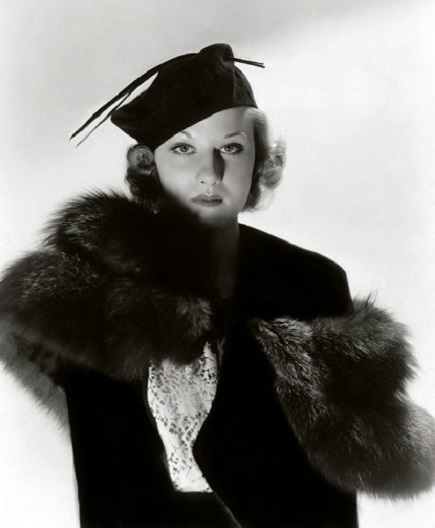

진 하워드(Jean Howard, 1910년 10월 13일 ~ 2000년 3월 20일)는 미국의 배우, 사진가, 댄서, 연극 배우, 영화배우이다.
롱뷰에서 태어났다.